# Улица Ивана Алексеева (Мелитополь)
Улица Ивана Алексеева (укр. Вулиця Iвана Алексєєва, в 1924—1929 гг. — Каховская, 1929—2016 гг. — Крупской) — улица в Мелитополе. Берёт начало от Героев Украины и заканчивается на перекрёстке с улицей Леваневского, переходя в Каховское шоссе. По улице проходит автодорога М-14 «Одесса — Мелитополь — Новоазовск».

## История
Первое известное упоминание об улице относится к 1924 году. Улица называлась Каховской (так как по ней проходила дорога на Каховку) и входила в село Новый Мелитополь. (Село Новый Мелитополь, в отличие от одноимённого исторического района современного Мелитополя, не ограничивалось железной дорогой, а почти достигало нынешнего проспекта Богдана Хмельницкого.)
17 июня 1929 улица получила имя Крупской. Сама Н. К. Крупская тогда была жива, и в том же 1929 году заняла пост заместителя наркома просвещения РСФСР.
В годы германской оккупации улице было временно возвращено название Каховская.
В 1960 году на улице было открыто пожарное депо на три автомашины.
21 марта 2016 года распоряжением № 115 главы Запорожской областной государственной администрации улица Крупской получила новое название улица Ивана Алексеева — основателя Парка Горького .

## Объекты

Обелиск в честь 200-летия Мелитополя
Пожарная часть

- Гимназия № 10
- Парк Горького
- Городская поликлиника № 1

- Обелиск в честь 200-летия Мелитополя
- Пожарная часть